# Burg Rosna

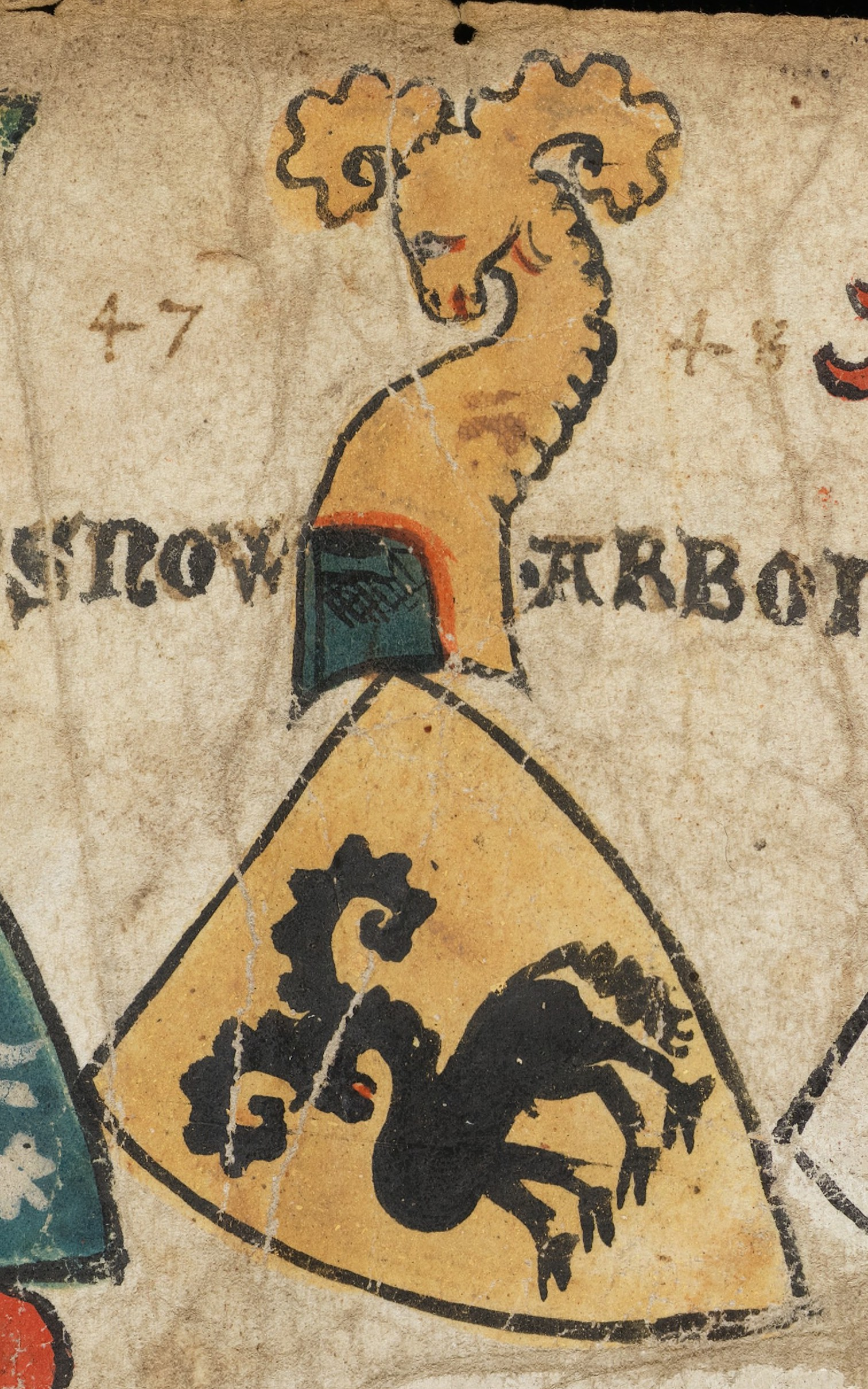
Wappen der Herren von Rosna/Rosnow (nach Zürcher Wappenrolle, um 1335/1345)

Die Burg Rosna ist eine abgegangene hochmittelalterliche Burg im Bereich von Rosna, ein Stadtteil Mengens im baden-württembergischen Landkreis Sigmaringen.
Die hochmittelalterliche Burganlage, die bereits 1373 als Burgstall bezeichnet wurde, ist heute nicht mehr lokalisierbar.
Die Herren von Rosna, um 1209 als fratres de Rosinŏwe (Gebrüder von Rosna) erstmals urkundlich bezeugt, wurden um 1318 als Besitzer der Oberfalkenstein im Oberen Donautal genannt.